# دافني بوركي
دافني بوركي (بالفرنسية: Daphné Bürki)‏ (مواليد 2 مارس 1980 في باريس ، فرنسا) هي ممثلة ومقدمة برامج تلفزيونية ومصممة وكاتبة فرنسية.

## روابط خارجية
- دافني بوركي على موقع IMDb (الإنجليزية)
- دافني بوركي على موقع ألو سيني (الفرنسية)
- دافني بوركي على موقع ميوزك برينز (الإنجليزية)
- دافني بوركي على موقع قاعدة بيانات الفيلم (الإنجليزية)
- دافني بوركي على موقع كينوبويسك (الروسية)